# Siucice-Kolonia
Siucice-Kolonia – wieś w Polsce położona w województwie łódzkim, w powiecie piotrkowskim, w gminie Aleksandrów.
| SIMC    | Nazwa        | Rodzaj    |
| ------- | ------------ | --------- |
| 1039990 | Kaczorków    | część wsi |
| 0534865 | Karczówka    | część wsi |
| 0534871 | Siucice-Młyn | część wsi |
| 0534888 | Zawada       | część wsi |

W latach 1975–1998 miejscowość administracyjnie należała do województwa piotrkowskiego.
Wierni Kościoła rzymskokatolickiego należą do parafii św. Łukasza w Skórkowicach.